# 交換卡片遊戲

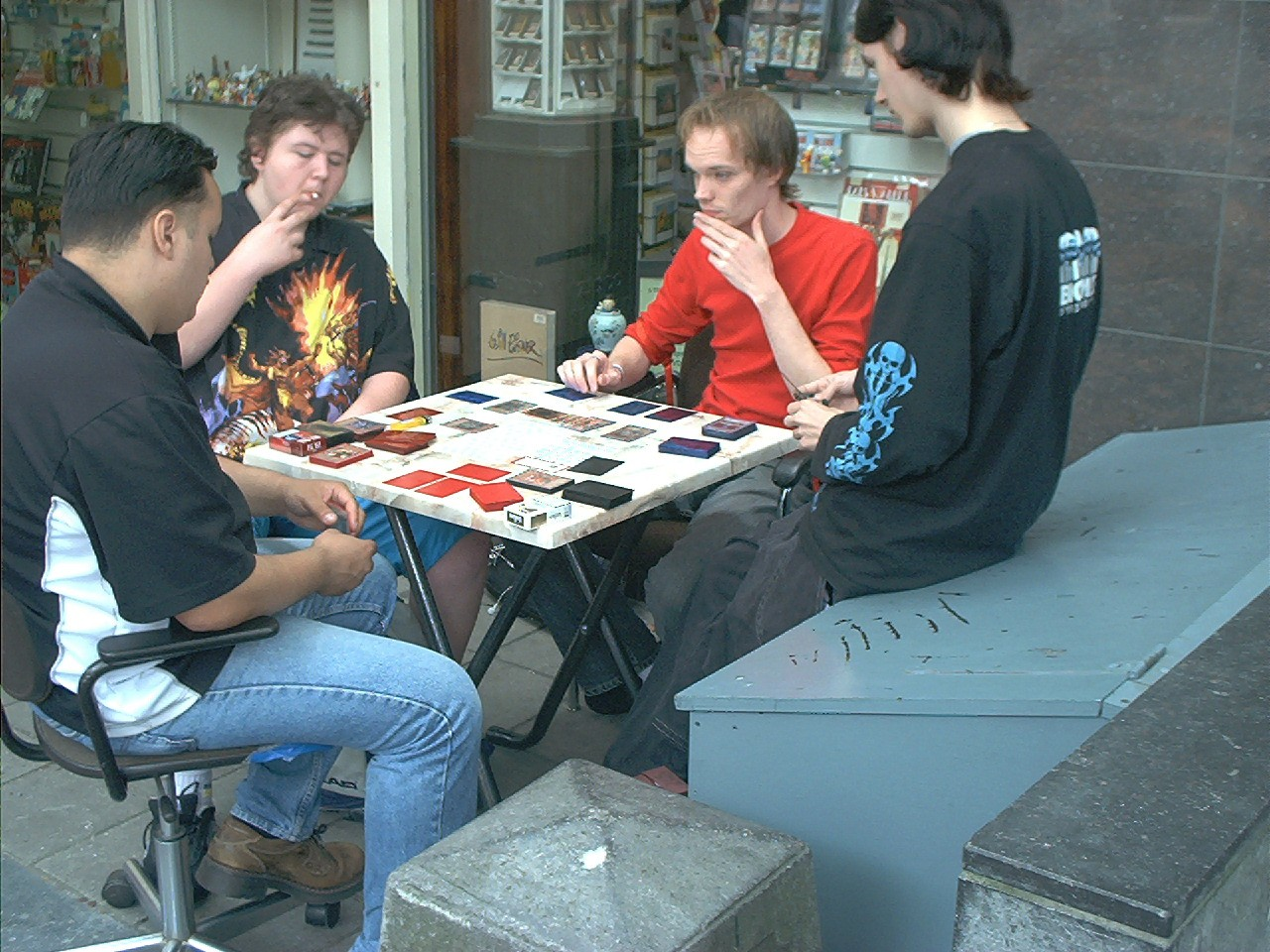
有四個人在玩卡片遊戲

交換卡片遊戲（英語：Trading Card Game，簡稱TCG）又稱集換式卡牌遊戲，是指使用販售的專用交換卡片所進行的卡片遊戲，多為一對一的雙人對戰形式。
在英語圈裡通常也稱為可蒐集卡片遊戲（Collectable Card Game，簡稱CCG）。其他還有可改造卡片遊戲（Customizable Card Game）之稱呼。

## 概要
TCG和一般的卡片遊戲不同，各個玩家自由地、或根據規則將卡片做變化組合（組過的卡片組稱為「牌組」），為2個人以上對戰的遊戲。原則上牌組屬於個人所有，持有者相異的卡片或牌組在遊戲時不能混合使用。
1個種類的TCG通常存在有100種以上卡片（詳細後述），並且依其後所發售的卡片將使得規模變得更大。一般而言，將後來販售的追加卡片組進牌組裡，會變得更有利於遊戲。為了提升玩家的強化意欲也會舉辦定期的比賽。因此玩家在新卡片發售後收集並使用這些卡片強化自己的牌組用以打敗對手。
TCG多半會對卡片設定不同的稀有度（Rarity）。遊戲主幹的基本效果卡其稀有度低，具有強力、或複雜效果的卡片其稀有度高。結合了遊戲性與收集性質的這種系統在商業上展現出了高度的可能性，更有像後述的《魔法風雲會》一般，設定了複雜的規則，並且舉辦國際比賽的TCG。

## 歷史
交換卡片由於其觀賞性質，多半是以收集本身為目的，後來作為撲克牌、UNO等古典卡片遊戲的發展型，創作出利用交換卡片的結構與流通型態的桌上遊戲，即是交換卡片遊戲（TCG）。
1993年由美國數學家理察·加菲爾德（李察·加菲）所設計，威世智公司販售的《魔法風雲會》被視為是這股潮流的先驅。主要以桌上角色扮演遊戲玩家為對象所販售的該遊戲，強調比起桌上角色扮演遊戲或模擬遊戲能夠在短時間內結束、只要用心在準備與研究上就能夠變強的特色，很快地就成為暢銷遊戲。此後，可能是受到《魔法風雲會》的影響，出現了各式各樣的TCG。
在日本原本有以GUNDAM系列作品或《七龍珠》為題材的卡片販售機，受「翁仔標」遊戲的影響規則簡單，適合低年齡層遊玩。1996年由Media Factory發售的《神奇寶貝卡片遊戲》，在小孩之間受到歡迎。
1997年富士見書房為了對抗《魔法風雲會》而推出了原創角色TCG《Monster Collection》（Monster Collection）。該遊戲顛覆過去TCG「戰場分為自陣與敵陣」的定則（2元戰場），擁有獨自的「戰場分為自軍本陣與敵軍本陣和其他地形」之概念（戰場多元化），加入「進軍」「隊列」「即時召喚」等獨自要素，以獨自的規則所設計而成。
重視收集性的這種傾向，被後來Broccoli的原創遊戲《水瓶戰記》、以GUNDAM系列作品為主題的《GUNDAM大戰》、使用Leaf、Aquaplus人氣女性角色的《Leaf Fight TCG》、《Lycee》等所繼承，不過在一定程度後難以獲得更大的消費群。
台灣過去亦有自創的《石器時代魔法牌》與《中國魔法牌》，但僅發行數個系列便草草收場。在中國大陸亦有由前景傳播開發的以三國文化為背景的《三國智》集換式卡牌遊戲，與由千智桌遊開發的以中國、外國神話歷史為背景的《永恒之輪》集換式卡牌遊戲。以及街机电玩集换卡牌的机甲英雄。
同时烏龍院漫畫的推广，也有推出相关的烏龍院交換卡片遊戲，最初于实体漫画附赠。
TCG畢竟是濃厚商業味的遊戲，廠商為了刺激消量常把強度高的卡片限定難以取得，誘使玩家追求稀有卡片而大量投注金錢，無益於培養長期興趣的玩家。加上網路遊戲興起後，TCG逐漸流失支持人口，為此現在TCG逐漸邁向重視遊戲系統，如2005年重視比賽性質的賞金制TCG《Dimension0》（ディメンション・ゼロ）出現、原本重視收集性質的《水瓶戰記》大幅修改遊戲平衡、《決鬥王》（デュエル・マスターズ）大幅重新審核禁止制限卡片的使用等等。
兼顧遊戲系統的複雜化和玩家的需求以及收集性質，一直是遊戲廠商的重大難題。由於TCG和其他娛樂相較，偏重於販售商所舉辦的活動，不符合成本或是營業方向的遊戲馬上會被販售商置之不理，伴隨著的是玩家的離異。因此在TCG風潮以後，某些遊戲的人氣安定了下來，販售商和消費者都變得不容易碰觸新的TCG。
在一般TCG以外，還有SEGA等公司所設計的街機卡片遊戲。在日本所發展出來的這種TCG遊戲型態，將街機附加上卡片讀取功能，透過讀取卡片資料來進行交換卡片遊戲，該系統使得能夠簡單地進行更複雜的卡片遊戲，產生出《WORLD CLUB Champion Football》《三國志大戰》等熱門遊戲，即使作為交換卡片也有廣大的市場。另外以兒童為對象的《甲蟲王者》（玩家多為男孩）與《時尚魔女 LOVE AND BERRY》（玩家多為女孩）等遊戲也颇受欢迎，在日本除了遊戲中心以外，超級市場與玩具店等地方也有擺設，在週末有時會出現小孩子排隊的隊伍。
另外也有以電子遊戲機台為基礎所製作的交換卡片遊戲，例如《三國志大戰TCG》。

## 销售形式
多數的TCG是以如下的形式销售。
- Starter Pack（啟始包，亦稱預組）

假定為未經驗者最先購買的組合。包含一定程度張數的卡片，通常買1盒或2盒就能夠馬上遊戲。一般裝有40-100張卡片，附有規則書或遊戲用小道具等。
另外也有稱為「構築濟牌組」的組合。內容重視主題性將卡片預先組合過。
- Booster Pack（擴張包）

適合已習慣遊戲、追求更多變玩法的玩家。隨機附有5～15張左右的卡片在1包裡，不開封無法知道內容物。預想為和啟始包或構築濟牌組合在一起進行遊戲，所以經常沒有包含（或少量）遊戲所必須的基本卡片。
通常卡片會設定有不同的稀有等級，多半為以下的分配方式。
稀有卡（Rare、R卡）1張。
非普通卡（Uncommon、U卡）2-3張。
普通卡（Common/Normal、C卡/N卡）。
同一個TCG系列會定期地以新的主題發售擴張包，通常能夠和以前的卡片組合在一起進行遊戲。新舊的組合會產生過去所沒有的效果（組合技）。例如《魔法風雲會》設有從最早期的組合到2006年發售的最新系列，讓全部的卡片都能合在一起玩的規則。
在街機使用交換卡片的情況時，啟始包會附有磁卡或IC卡之類的記憶媒體，遊戲結果會記於其內。雖然不會販賣擴充包，不過在街機遊戲過後可以拿到交換卡片（多半是1張）。

## 魅力
TCG的魅力在於，每位玩家能夠依自己的風格建構牌組。研究卡片的效果，再根據所想要的玩法（彌補弱點、強化特色等）組出自己的牌組。
在TCG裡，有使用複數卡片而達到更大效果的情形。在遊戲裡開發出對自己有利的組合技，也是一項重要的要素。
使用自己的牌組打敗他人的牌組是TCG的戰術面，而牌組的構成本身即決定了一切。由於牌組是從幾百張以上不同的卡片所選出組成，其組合變化沒有一定的上限。不過在有一定程度普及的TCG中，牌組的組法會出現一些傾向，各種牌組則分類為各種典型的一種變化。
TCG的卡片被設計成不論最後組出什麼牌組，都一定會有弱點存在。因此也會有針對某種人氣牌組而建構牌組，所謂對抗賽的要素在。有時設計者會設計出超出他預期、足以破壞整個遊戲平衡的牌或牌組。官方通常會對這種牌組的關鍵卡片指定為「禁牌」禁止在比賽中使用。
對於不追求強度，而將喜愛的角色或根據特殊的主題所組成的牌組，稱之為Fun Deck。不論如何，能夠隨自己喜好來建構牌組是TCG的魅力所在。

## 對戰
TCG的對戰有時也稱作決鬥（duel）。本來是《魔法風雲會》的術語，後來在TCG業界裡被廣為使用。為了玩TCG必須要有對手在，所以販售商會積極地提供對戰環境。
以販售TCG為主的商店，大多會設置可以低價或免費使用的對戰專用空間。不只是和熟人，在店家和不認識的玩家（決鬥者）對戰也是TCG的樂趣。
卡片遊戲廠商也會舉辦官方比賽，有的會提供獎品或獎金。一般効果高的卡片會因為目標比賽的玩家們而提升價值。1張定價數十元日幣不到的卡片，會因人氣與強力程度而漲到數千元、甚至1萬元日幣以上。被指定為「禁卡」之類在比賽中無法使用的卡片，或是比賽本身已不使用的版本，其價值會暴跌而被稱為「紙屑」、「飛鏢」等。
當一個TCG系列長久發展、卡片總數也持續增加時，為了調整遊戲平衡以及減少新舊玩家之間的差異，會採取舊系列在比賽中無法使用的手段。雖然也有可以使用全部或大部分卡片的比賽，或是像《魔法風雲會》的「限制賽」（當場購入擴充包，用抽到的卡片建構牌組。比事前組好牌組後參加大賽節省許多經費）的對戰形式存在，不過為了參加比賽大多必須持續購買新系列的卡片。
一般認為TCG是高投资游戏，不過這是在以參加官方或商店舉辦的比賽為前提的情況。在业余比赛中，玩家多用所谓「代牌」来代替那些价格昂贵的稀有卡牌，而这在正式比赛中是不允许的。不過玩家多半目標在比賽中得勝，通常會將「玩TCG」和「目標比賽」劃上等號。這種風氣也被認為妨害了TCG新玩家的加入。

## 共同點
絕大部分的TCG除了上述销售上的共通點以外，在遊戲上也有數點共通之處。
- 採用回合制的系統。玩家在自己的回合時，以有限的次數、固定的順序做出行動。
- 設有點數系統（《遊戲王》的「生命值」或《神奇寶貝卡片遊戲》的「獎賞卡」或《WIXOSS》的「生命護甲」等），以此決定最後的勝利條件或1場遊戲所需要的時間。
- 和撲克牌等同樣，雖然稱呼各異，在各個玩家心中有「場」「手牌」「牌庫」「棄牌區」的概念在。

由於不同的年齡層都能夠享受TCG的樂趣，也能夠看到中年专家和十多歲少年談論喜愛的TCG。

## 電子遊戲
TCG也對電子遊戲產生影響。將TCG重現的遊戲逐漸被視為是電子遊戲類型的一種。
將真實的TCG製作成電子遊戲（《魔法風雲會ONLINE》、《神奇寶貝卡片遊戲》）、原創的電子遊戲TCG（《卡片英雄》（トレード&バトル カードヒーロー），《魔法門冠軍對決》（The Might & Magic: Duel of Champions）、將TCG要素和其他類型結合的遊戲（《戰略紙牌》（カルドセプト）、《幻影沙塵》（ファントムダスト））。另外還有將本來在漫畫裡出現的原創TCG製作成電子遊戲後，再以真實TCG販售的例子（《遊戲王集換紙牌遊戲》）。